# Max von Spiessen

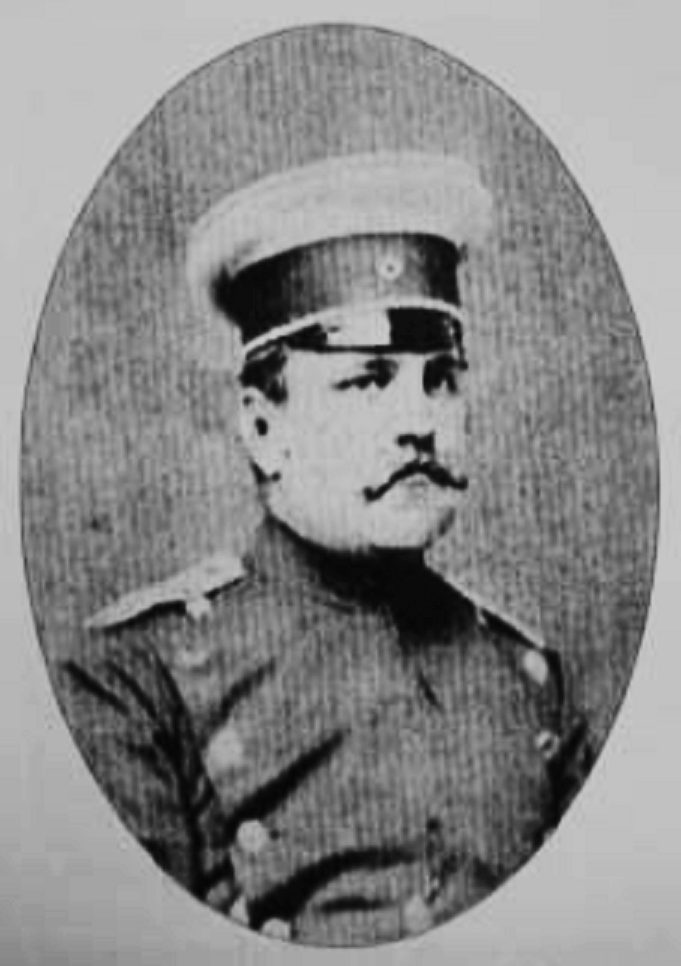
Max von Spiessen als Offizier

Max Otto Aloys Hubert Johann Maria von Spiessen (auch: von Spießen; * 22. Juni 1852 in Dülmen; † 5. November 1921 in Münster) war ein preußischer Offizier, Dichter, Genealoge und Heraldiker.

## Leben

### Herkunft und Familie
Max von Spiessen war der Sohn des Kreisgerichtsrates Maria Levin Joseph Ludwig von Spiessen und dessen Ehefrau Maria Aloysia Engelberta, geborene von Rump. Die väterliche Familie führt ihre sichere Stammreihe zurück bis auf den 1699 urkundlichen Jobst Christoph von Spiessen, Herr auf Ebbinghausen, Offizier in kurbrandenburg-, dann kurkölnischen Diensten. 1881 vermählte sich Max von Spiessen mit Theresia von Druffel, jedoch wurde die kinderlos gebliebene Ehe 1907 geschieden. Sein Bruder August (1844–1915) war ein königlicher Oberförster und Botaniker.

### Werdegang
Zu Spiessens Laufbahn in der Preußischen Armee gibt es sehr abweichende Angaben. Gesichert ist, dass er am 12. April 1873 im Westfälischen Kürassier-Regiment Nr. 4 zum Portepeefähnrich avancierte und am 10. Februar 1874 im Regiment weiter zum Sekondeleutnant aufstieg. Von 12. März 1878 bis 14. August 1880 war er als Inspektionsoffizier und Lehrer an der Kriegsschule in Metz kommandiert. Am 16. November 1880 trat Spiessen zur Reserve des Regiments über und wurde in der Rangliste als Reserveoffizier für weitere zwei Jahre gelistet. Ab 1883 stand er als Kavallerieoffizier im I. Bataillon des 1. Westfälischen Landwehr-Regiment Nr. 13 in Münster, erhielt dann am 12. Februar 1884 seinen Abschied als Premierleutnant bewilligt. Während des Ersten Weltkrieges war er im inneren Militärdienst eingesetzt.
Schon während seiner aktiven Militärzeit verwandte Spiessen viel Zeit und Aufwand mit seinen genealogischen und heraldischen Arbeiten in zahlreichen Archiven, von 1878 bis Silvester 1919 war er Mitglied des renommierten wissenschaftlichen Vereins Herold zu Berlin. Seine vielfältigen Beziehungen zum westfälischen Adel ermöglichten ihm die Nutzung vieler Guts- und Familienarchive. 1890 siedelte er von Dülmen nach Münster über. Im März 1896 gehörte er zu den Gründungsmitgliedern der Historischen Kommission für Westfalen. Er unternahm auch größere Reisen nach Schweden, England, Italien und der Schweiz. Sein erstes und zugleich meistbeachtetes Werk war das 1901 bis 1903 in drei Bänden erschienene Wappenbuch des Westfälischen Adels, zu denen Adolf Matthias Hildebrandt die Wappengraphiken beisteuerte. Zu der dort im Vorwort angekündigten Herausgabe der Stammtafeln des westfälischen Adels ist es, wohl nicht zuletzt kriegsbedingt, nicht mehr gekommen.

## Nachlass
Seine gesammelten Abschriften, Auszüge und Notizen wurden testamentarisch dem Staatsarchiv Münster überstellt unter der Bedingung, dass seine Erben jederzeit Zutritt haben sollen. Nachdem das Staatsarchiv diese Unterlagen 1922 übernommen hatte, wurde die Sammlung 1929 durch eine Spende des Neffen Egon von Spiessen zusätzlich um eine umfangreiche Siegel- und Siegelstempelsammlung aus dem Nachlass Spießens ergänzt. Der literarische Nachlass ging mittelbar an das Stadtarchiv Dülmen.

## Werke
- Wappenbuch des westfälischen Adels. 3 Bände, C. A. Starke, Görlitz 1901–1903. Digitalisat Erster Band